# Kevin Doherty
Kevin Doherty (ur. 6 listopada 1958 w Toronto) – kanadyjski judoka. Dwukrotny olimpijczyk. Zajął siódme miejsce w Los Angeles 1984 i piąte w Seulu 1988. Walczył w wadze półśredniej.
Brązowy medalista mistrzostw świata w 1981; uczestnik zawodów w 1985 i 1987. Srebrny medalista igrzysk panamerykańskich w 1979, a także mistrzostw panamerykańskich w 1982. Trzeci na Igrzyskach Wspólnoty Narodów w 1986. Ośmiokrotny mistrz Kanady w latach 1979-1988.

## Letnie Igrzyska Olimpijskie 1984
| Konkurencja | Eliminacje               | Eliminacje         | Eliminacje            | Repasaże                 | Klas. końcowa |
| Konkurencja | Przeciwnik I             | Przeciwnik II      | 1/4                   | Przeciwnik I             | Miejsce       |
| ----------- | ------------------------ | ------------------ | --------------------- | ------------------------ | ------------- |
| 78 kg       | Sun Yih-shong (TPE) Z-wo | Liu Junlin (CHN) Z | Frank Wieneke (FRG) P | Hiromitsu Takano (JPN) P | 7.            |

## Letnie Igrzyska Olimpijskie 1988
| Konkurencja | Eliminacje              | Eliminacje           | Eliminacje              | Repasaże              | Finały                 | Klas. końcowa |
| Konkurencja | Przeciwnik I            | Przeciwnik II        | 1/4                     | Przeciwnik I          | o 3 miejsce            | Miejsce       |
| ----------- | ----------------------- | -------------------- | ----------------------- | --------------------- | ---------------------- | ------------- |
| 78 kg       | Ahn Byeong-keun (KOR) Z | Lam Lap Hing (HKG) Z | Waldemar Legień (POL) P | Gastón García (ARG) Z | Baszyr Warajew (URS) P | 5.            |